# 編蓋笠螺
編蓋笠螺（學名：Cellana stearnsii）為笠螺科、蓋笠螺屬下的一個物種。

## 擴展閱讀
- 維基物種上的相關：編蓋笠螺